# Вайль, Лайза
Ла́йза Ребе́кка Вайль (англ. Liza Rebecca Weil; род. 5 июня 1977, Пассейик, Нью-Джерси) — американская актриса, наиболее известная благодаря роли в сериале «Девочки Гилмор». В 2014 году, Вайль получила одну из основных ролей в сериале Шонды Раймс «Как избежать наказания за убийство».

## Жизнь и карьера
Вайль родилась в штате Нью-Джерси, в семье актёров Марка и Лайзы Вайль. Когда её семейство осело в небольшом городке в Пенсильвании (под Филадельфией), Вайль, следуя за родителями, принялась играть детские роли в местном театре. Позже она начала ездить на прослушивания в Нью-Йорк, а также получать роли в спектаклях за пределами своего театра. Окончив Колумбийский университет, она начала свою карьеру в театре, а также периодически снималась в независимых фильмах.
Вайль добилась известности благодаря своей роли Пэрис Геллер в сериале «Девочки Гилмор», где она снималась с 2000 по 2007 год. Она первоначально пробовалась на роль Рори Гилмор, но после того как она отошла к Алексис Бледел, Эми Шерман-Палладино создала нового персонажа специально для Вайль.
После завершения «Девочек Гилмор» Вайль снималась в гостевых ролях в различных сериалах. После появлений в сериалах Шонды Раймс «Анатомия страсти» и «Частная практика» Вайль получила заметную второстепенную роль в первом сезоне её сериала «Скандал». В 2013 году у неё была второстепенная роль в сериале от создателя «Девочки Гилмор» «Балерины». В 2014 году Вайль получила постоянную роль в телесериале «Как избежать наказания за убийство», ещё одном проекте Шонды Раймс.
С октября 2006 года Лайза была замужем за актёром Полом Адельштейном, с которым она подала на развод 25 марта 2016 года. У супругов есть дочь — Джозефин Элизабет Вайль-Адельштейн (род. 20.04.2010).

## Фильмография
| Год       |     | Русское название                    | Оригинальное название             | Роль                           |
| --------- | --- | ----------------------------------- | --------------------------------- | ------------------------------ |
| 1994—1996 | с   | Приключения Пита и Пита             | The Adventures of Pete & Pete     | Марджи Корселл                 |
| 1995      | с   | Как вращается мир                   | As The World Turns                | студентка                      |
| 1997      | кор | —                                   | A Cure for Serpents               | Люси                           |
| 1998      | ф   | —                                   | Whatever                          | Анна Стокард                   |
| 1999      | ф   | Отзвуки эха                         | Stir of Echoes                    | Дебби                          |
| 2000      | с   | Западное крыло                      | The West Wing                     | Карен Ларсон                   |
| 2000—2002 | с   | Скорая помощь                       | ER                                | Саманта Собрики                |
| 2000—2007 | с   | Девочки Гилмор                      | Gilmore Girls                     | Пэрис Геллер                   |
| 2001      | с   | Закон и порядок: Специальный корпус | Law & Order: Special Victims Unit | Лара Тодд                      |
| 2001      | кор | —                                   | Motel Jerusalem                   | Салли Мэй                      |
| 2002      | ф   | Стрекоза                            | Dragonfly                         | самоубийца                     |
| 2002      | ф   | Колыбельная                         | Lullaby                           | Рейн                           |
| 2006      | кор | —                                   | Affair Game                       | жена                           |
| 2006      | кор | —                                   | Grace                             | Мэделин                        |
| 2007      | ф   | Год собаки                          | Year of the Dog                   | Тришель                        |
| 2007      | кор | —                                   | Order Up                          | покровитель хиппи              |
| 2007      | ф   | Нил Кэссиди                         | Neal Cassady                      | Дорис Дилей                    |
| 2009      | с   | В последний миг                     | Eleventh Hour                     | Эшли Филмор                    |
| 2009      | ф   | Пропавший без вести                 | The Missing Person                | агент Чемберс                  |
| 2009      | с   | C.S.I.: Место преступления          | CSI: Crime Scene Investigation    | Риза Парвесс                   |
| 2009      | с   | В простом виде                      | In Plain Sight                    | Анджела Аткинс / Анджела Адамс |
| 2009      | с   | Анатомия страсти                    | Grey’s Anatomy                    | Элисон Кларк                   |
| 2009      | ф   | Заклятые друзья                     | Little Fish, Strange Pond         | Норма                          |
| 2009      | кор | —                                   | Us One Night                      | Ребекка                        |
| 2010      | ф   | Марс                                | Mars                              | Джуэл                          |
| 2010      | кор | —                                   | Metronome                         | Мишель                         |
| 2010—2011 | с   | Все, кроме меня                     | Anyone But Me                     | доктор Гласс                   |
| 2011      | с   | Частная практика                    | Private Practice                  | Энди                           |
| 2012      | с   | Скандал                             | Scandal                           | Аманда Таннер                  |
| 2012      | кор | —                                   | Advantage: Weinberg               | Сильвия Вайнберг               |
| 2012      | ф   | Смайли                              | Smiley                            | доктор Дженкинс                |
| 2012      | кор | —                                   | A Glove Story                     | Клэр                           |
| 2013      | с   | Балерины                            | Bunheads                          | Милли Стоун                    |
| 2013      | ф   | —                                   | After Life                        | Меган                          |
| 2014      | кор | —                                   | Tribute                           | Элиз                           |
| 2014—2020 | с   | Как избежать наказания за убийство  | How to Get Away with Murder       | Бонни Уинтерботтом             |
| 2016      | с   | Девочки Гилмор: Времена год         | Gilmore Girls: A Year in the Life | Пэрис Геллер                   |
| 2019      | с   | Удивительная миссис Мейзел          | The Marvelous Mrs. Maisel         | Кэрол Кин                      |